# Bella Rose
Die Westfalen-Stute Bella Rose (* 2004) ist ein ehemaliges internationales Dressurpferd und eines der Toppferde von Isabell Werth. Sie gilt als eines der besten Dressurpferde der Welt.

## Sportlicher Werdegang

### Frühe Jahre
Geboren bei der Züchtergemeinschaft Heinrich und Wilhelm Strunck, wechselte die Fuchsstute bereits dreijährig in den Stall von Isabell Werth. Entdeckt wurde die Stute von Werths ehemaligem Bereiter Matthias Bouten. Bella Rose zeigte schon früh Talent für höhere Lektionen. 2011, im Alter von 7 Jahren, absolvierte sie bereits ihre ersten S-Dressuren.

### Einstieg in den Grand Prix Sport
Ihren ersten internationalen Grand Prix absolvierte die Stute im Mai 2013, damals 9-jährig, in München. Dort konnte sie den Grand Prix und den Grand Prix Special mit jeweils über 75 % für sich entscheiden. Im gleichen Jahr war sie noch in Perl-Borg und Frankfurt siegreich.
Beim internationalen Dressurturnier im Juni 2014 in Perl-Borg erzielte Bella Rose erstmals über 80 % im Grand Prix und Special und wurde jeweils zweite hinter Matthias Alexander Rath mit Totilas. Beim CHIO Aachen im Juli erzielte sie wiederum hervorragende Ergebnisse und wurde mit Isabell Werth für die WM nominiert. Die Stute rückt durch ihre Auftritte nun auch mehr in den internationalen Fokus und galt als einer der Favoriten für die Weltmeisterschaft im August.
Zusammen mit Fabienne Lütkemeier auf D'Agostino, Kristina Sprehe auf Desperados FRH und Helen Langehanenberg auf Damon Hill bildeten Isabell Werth und Bella Rose das Dressurteam für die Weltreiterspiele 2014 in Caen. Als dritte Mannschaftsreiterin gingen sie am zweiten Wettkampftag an den Start und erreichten über 81 % im Grand Prix. Sie übernahmen dadurch die Führung, die sie am Ende nur an Charlotte Dujardin mit Valegro abgeben mussten. Erstmal ließen sie damit das bisherige deutsche Top-Paar Helen Langehanenberg mit Damon Hill NRW hinter sich. Mit über 10 Prozentpunkten Vorsprung sicherte sich das deutsche Dressurteam die Mannschafts-Goldmedaille. Am selben Tag entwickelte Bella Rose eine Huflederhautentzündung, weshalb sie für die restlichen Wettbewerbe ausfiel. Im November gab sie ihr Comeback beim Stuttgart German Masters und siegte sowohl im Grand Prix als auch im Special. Danach pausierte die Stute aus gesundheitlichen Gründen wieder, diesmal für mehrere Jahre.

### Comeback nach Verletzungspause
Im Juni 2018 gab die Stute ihr Comeback beim Dressurturnier auf dem Schindlhof in Fritzens. Dort konnte sie direkt wieder den Grand Prix und den Grand Prix Special mit 77 % bzw. 80 % für sich entscheiden. Daraufhin wurde sie für eine Teilnahme beim CHIO Aachen nominiert, wo sie wiederum beide Prüfungen mit deutlichem Abstand gewann. Ab diesem Zeitpunkt war sie auch wieder ein Kandidat für die Weltreiterspiele 2018 in Tryon. Im August siegte sie beim Turnier in Cappeln wiederum im Grand Prix und mit 87 % auch in der Kür, der erst zweiten Kür ihres Lebens. Isabell Werth bestätigte nach dem Turnier, dass die Stute ihre erste Wahl für Tryon ist.
Bei der Nominierung erhielt Bella Rose dann den Vorzug vor Werths anderen Pferden, der dreifachen Europameisterin Weihegold OLD sowie Emilio, die sich zu diesem Zeitpunkt auf Rang 1 und 2 der Weltrangliste befanden. Im Grand Prix, dem Mannschaftswettbewerb, gingen Isabell Werth und Bella Rose als letztes deutsches Paar an den Start. Mit einer überragenden Leistung und einer Bewertung von fast 85 % trugen sie maßgeblich zur Mannschafts-Goldmedaille bei. Im Grand Prix Special sicherten sie sich mit über 86 % die Einzel-Goldmedaille vor der Amerikanerin Laura Graves. Aufgrund des drohenden Sturms wurde die Grand Prix Kür abgesagt. Im November ging die Stute bei den German Masters in Stuttgart an den Start und siegte hier sowohl im Grand Prix als auch in der Weltcup Kür.
2019 wurde das Paar für die Europameisterschaften in Rotterdam nominiert, wo sie sich durch neue Bestleistungen alle drei Titel, in der Mannschaftswertung sowie im Grand Prix Spécial und der Grand Prix Kür, sichern konnten. Damit wiederholte Werth ihren Erfolg der Europameisterschaften 2017, bei welchen sie mit der Don Schufro-Tochter Weihegold OLD ebenfalls Triple-Gold gewinnen konnte.
Bei den Deutschen Meisterschaften im Dressurreiten 2021 belegten Werth und Bella Rose je den zweiten Platz in Grand Prix Spécial und im Grand Prix Kür hinter Jessica von Bredow-Werndl. So qualifizierten sie sich für die Olympischen Spiele 2020, wo sie im Teambewerb Gold und in der Einzelwertung Silber hinter von Bredow-Werndl. Daraufhin kündigte Werth an, dass Bella Rose nach Tokyo in den Ruhestand gehen würde.
Isabell Werth äußerte über die Stute: „Bella Rose ist mein Traumpferd, weil sie alles vereint, was Gigolo, Satchmo und Weihegold zu großen Teilen mitbringen.“

## Abstammung
| Vater Belissimo M Rheinländer 1999 Fuchs | Beltain Hannoveraner 1984  | Bolero Hannoveraner 1975       | Black Sky xx  |
| Vater Belissimo M Rheinländer 1999 Fuchs | Beltain Hannoveraner 1984  | Bolero Hannoveraner 1975       | Baronesse     |
| Vater Belissimo M Rheinländer 1999 Fuchs | Beltain Hannoveraner 1984  | Gaenseliesel Hannoveraner 1973 | Grande        |
| Vater Belissimo M Rheinländer 1999 Fuchs | Beltain Hannoveraner 1984  | Gaenseliesel Hannoveraner 1973 | Marbel        |
| Vater Belissimo M Rheinländer 1999 Fuchs | Roxa Rheinländer 1980      | Romadour II Westfale 1969      | Romulus I     |
| Vater Belissimo M Rheinländer 1999 Fuchs | Roxa Rheinländer 1980      | Romadour II Westfale 1969      | Gunda         |
| Vater Belissimo M Rheinländer 1999 Fuchs | Roxa Rheinländer 1980      | Lady Westfale 1968             | Lucius xx     |
| Vater Belissimo M Rheinländer 1999 Fuchs | Roxa Rheinländer 1980      | Lady Westfale 1968             | Welfe         |
| Mutter Cedra II Westfale 1988 Fuchs      | Cacir AA Anglo-Araber 1981 | Cacique AA Anglo-Araber 1969   | Djerba Oua ox |
| Mutter Cedra II Westfale 1988 Fuchs      | Cacir AA Anglo-Araber 1981 | Cacique AA Anglo-Araber 1969   | Justinia xx   |
| Mutter Cedra II Westfale 1988 Fuchs      | Cacir AA Anglo-Araber 1981 | Resena AA Anglo-Araber 1961    | Nithard AA    |
| Mutter Cedra II Westfale 1988 Fuchs      | Cacir AA Anglo-Araber 1981 | Resena AA Anglo-Araber 1961    | Infante AA    |
| Mutter Cedra II Westfale 1988 Fuchs      | Franziska Westfale 1982    | Frühlingsball Westfale 1970    | Frühling      |
| Mutter Cedra II Westfale 1988 Fuchs      | Franziska Westfale 1982    | Frühlingsball Westfale 1970    | Rivalin       |
| Mutter Cedra II Westfale 1988 Fuchs      | Franziska Westfale 1982    | Comtess Westfale 1975          | Carrera       |
| Mutter Cedra II Westfale 1988 Fuchs      | Franziska Westfale 1982    | Comtess Westfale 1975          | Pik Dame      |

Bella Rose stammt vom Rheinländer Bellissimo M ab, der selbst erfolgreich im Grand Prix war. Die Mutter ist die Westfalen-Stute Cedra II, Muttervater ist der Anglo-Araber Cacir AA.